# Magyarország a 2003-as rövid pályás úszó-Európa-bajnokságon
Magyarország az írországi Dublinban megrendezett 2003-as rövid pályás úszó-Európa-bajnokság egyik részt vevő nemzete volt.

## Magyar érmesek
| Érem  | Versenyző   | Versenyszám    |
| ----- | ----------- | -------------- |
| Arany | Cseh László | 400 m vegyes   |
| Arany | Risztov Éva | 400 m vegyes   |
| Arany | Risztov Éva | 200 m pillangó |
| Bronz | Risztov Éva | 800 m gyors    |

## További magyar eredmények
4. helyezettek
Ezen az úszó-Európa-bajnokságon nem szerzett a magyar csapat negyedik helyezést.
helyezettek
| Versenyző        | Versenyszám  |
| ---------------- | ------------ |
| Cseh László      | 100 m hát    |
| Kerékjártó Tamás | 200 m vegyes |
| Risztov Éva      | 400 m gyors  |

6. helyezettek
| Versenyző   | Versenyszám |
| ----------- | ----------- |
| Cseh László | 200 m hát   |

## Eredmények

### Férfi
| Versenyző        | Versenyszám    | Előfutam | Előfutam | Előfutam | Elődöntő | Elődöntő | Elődöntő | Döntő   | Döntő    |
| Versenyző        | Versenyszám    | Idő      | Hely.    | Össz.    | Idő      | Hely.    | Össz.    | Idő     | Helyezés |
| ---------------- | -------------- | -------- | -------- | -------- | -------- | -------- | -------- | ------- | -------- |
| Bodor Richárd    | 50 m mell      | 28,18    | 6. 2.    | 18. 19.  | kiesett  | kiesett  | kiesett  | kiesett | kiesett  |
| Bodor Richárd    | 100 m mell     | 1:00,86  | 2.       | 17.      | 1:00,31  |          | 12.      | kiesett | kiesett  |
| Bodor Richárd    | 200 m mell     | 2:12,23  | 7.       | 22.      |          |          |          | kiesett | kiesett  |
| Cseh László      | 100 m hát      | 53,12    | 1.       | 8.       | 52,63    | 2.       | 4.       | 52,39   | 5.       |
| Cseh László      | 200 m hát      | 1:53,78  | 2.       | 3.       |          |          |          | 1:53,42 | 6.       |
| Cseh László      | 400 m vegyes   | 4:07,34  | 1.       | 1.       |          |          |          | 4:04,10 |          |
| Financsek Gábor  | 50 m mell      | 28,61    | 5.       | 28.      | kiesett  | kiesett  | kiesett  | kiesett | kiesett  |
| Financsek Gábor  | 100 m mell     | 1:00,91  | 1.       | 18.      | 1:01,19  | 8.       | 16.      | kiesett | kiesett  |
| Financsek Gábor  | 200 m mell     | 2:13,80  | 2.       | 30.      |          |          |          | kiesett | kiesett  |
| Flaskay Mihály   | 50 m mell      | 28,31    | 1.       | 21.      | kiesett  | kiesett  | kiesett  | kiesett | kiesett  |
| Horváth Péter    | 50 m hát       | 23,35    | 2.       | 23.      | kiesett  | kiesett  | kiesett  | kiesett | kiesett  |
| Horváth Péter    | 100 m hát      | 53,89    | 4.       | 20.      | kiesett  | kiesett  | kiesett  | kiesett | kiesett  |
| Kerékjártó Tamás | 200 m pillangó | 1:57,98  | 6.       | 15.      |          |          |          | kiesett | kiesett  |
| Kerékjártó Tamás | 200 m vegyes   | 1:58,08  | 3.       | 5.       |          |          |          | 1:57,68 | 5.       |
| Kerékjártó Tamás | 400 m vegyes   | 4:11,09  | 1.       | 5.       |          |          |          | 4:09,63 | 7.       |
| Kerékjártó Tamás | 200 m gyors    | 1:47,48  | 1.       | 17.      |          |          |          | kiesett | kiesett  |
| Kiss Boldizsár   | 200 m gyors    | 1:51,40  | 6.       | 51.      |          |          |          | kiesett | kiesett  |
| Kiss Boldizsár   | 400 m gyors    | 3:53,53  | 4.       | 28.      |          |          |          | kiesett | kiesett  |
| Kiss Boldizsár   | 200 m pillangó | 2:01,02  | 3.       | 26.      |          |          |          | kiesett | kiesett  |
| Madarassy Ádám   | 200 m gyors    | 1:50,85  | 2.       | 48.      |          |          |          | kiesett | kiesett  |
| Madarassy Ádám   | 200 m pillangó | 1:58,97  | 1.       | 19.      |          |          |          | kiesett | kiesett  |
| Zubor Attila     | 50 m gyors     | 22,56    | 1.       | 27.      | kiesett  | kiesett  | kiesett  | kiesett | kiesett  |
| Zubor Attila     | 100 m gyors    | 48,90    | 2.       | 20.      | 48,32    | 4.       | 9.       | 48,46   | 8.       |

### Női
| Versenyző          | Versenyszám    | Előfutam | Előfutam | Előfutam | Elődöntő | Elődöntő | Elődöntő | Döntő   | Döntő    |
| Versenyző          | Versenyszám    | Idő      | Hely.    | Össz.    | Idő      | Hely.    | Össz.    | Idő     | Helyezés |
| ------------------ | -------------- | -------- | -------- | -------- | -------- | -------- | -------- | ------- | -------- |
| Boulsevicz Beatrix | 100 m pillangó | 1:00,16  | 1.       | 13.      | 59.75    | 7.       | 11.      | kiesett | kiesett  |
| Boulsevicz Beatrix | 200 m pillangó | 2:10,88  | 1.       | 7.       |          |          |          | 2:10,31 | 7.       |
| Reményi Diána      | 200 m mell     | 2:26,69  | 3.       | 7.       |          |          |          | 2:27,31 | 8.       |
| Reményi Diána      | 200 m vegyes   | 2:15,02  | 6.       | 12.      |          |          |          | kiesett | kiesett  |
| Reményi Diána      | 400 m vegyes   | 4:46,74  | 6.       | 13.      |          |          |          | kiesett | kiesett  |
| Risztov Éva        | 400 m gyors    | 4:07,60  | 1.       | 6.       |          |          |          | 4:05,13 | 5.       |
| Risztov Éva        | 800 m gyors    | időfutam | időfutam | időfutam |          |          |          | 8:23,94 |          |
| Risztov Éva        | 200 m pillangó | 2:08,82  | 1.       | 1.       |          |          |          | 2:06,72 |          |
| Risztov Éva        | 400 m vegyes   | 4:37,03  | 1.       | 2.       |          |          |          | 4:33,57 |          |
| Szepesi Nikolett   | 50 m hát       | 28,66    | 4.       | 8.       | 28,62    | 5.       | 10.      | kiesett | kiesett  |
| Szepesi Nikolett   | 100 m hát      | 1:00,46  | 5.       | 10.      | 1:00,37  | 5.       | 11.      | kiesett | kiesett  |
| Szepesi Nikolett   | 200 m hát      | 2:09,70  | 2.       | 6.       |          |          |          | 2:09,62 | 7.       |